# Hjärter Knekt
Hjärter Knekt är en svensk dramafilm från 1950 i regi av Hasse Ekman. I huvudrollerna ses Hasse Ekman, Margareta Fahlén, Hans Strååt och Gertrud Fridh.

## Handling
Löjtnant Canitz enda intressen i livet är kvinnor och hästar. Sina ärvda pengar har han slösat bort och han försöker ständigt skaffa mer, från släkten, tvivelaktiga affärer eller spel. När han får veta att hans bror reser iväg för att träffa en gammal flamma, förför han dennes fru. Canitz krossar hjärtan, förstör andras relationer, ljuger och bedrar helt utan ånger, eller?

## Om filmen
Filmen spelades in vid Sandrew-Ateljéerna på Gärdet och handlingen utspelar sig delvis i Paris. För att spara pengar filmades dessa scener på Brända tomten i Gamla stan i Stockholm med franska statister. Hjärter Knekt hade premiär på biograf Astoria på Nybrogatan i Stockholm den 18 september 1950. Filmen har visats vid ett flertal tillfällen på SVT, bland annat i november 2018, och TV3.  

## Roller i urval
- Hasse Ekman – löjtnant Anders Canitz
- Margareta Fahlén – Elsa Canitz, hans svägerska
- Hans Strååt – Wilhelm Canitz, bokförläggare, Anders bror
- Eva Dahlbeck – Gun Lovén, författare
- Holger Löwenadler – Krister Bergencreutz
- Gertrud Fridh – Charlotta Ulfhammar, Kristers fästmö
- Åke Fridell – garageföreståndaren
- Dagmar Ebbesen – Kristina Lundgren, Anders hushållerska
- Hjördis Petterson – Elisabeth Canitz, bröderna Canitz syster
- Ingrid Thulin – Gunvor Ranterud
- Tord Stål – direktör Benzel, förläggare
- Sif Ruud – gatflickan
- Yvonne Lombard – Margareta Lieven
- Margit Andelius – fröken Appellöf, sekreterare
- Barbro Larsson – flickan
- Börje Mellvig – bilist
- Fylgia Zadig – sällskap i bilen
- Signe Wirff – fru Hallgren i blomsterhandeln

## DVD
Filmen gavs ut på DVD 2016.